# Halichoeres aestuaricola
Halichoeres aestuaricola är en fiskart som beskrevs av Bussing 1972. Halichoeres aestuaricola ingår i släktet Halichoeres och familjen läppfiskar. IUCN kategoriserar arten globalt som otillräckligt studerad. Inga underarter finns listade i Catalogue of Life.